# Anna Lucia De Amicis

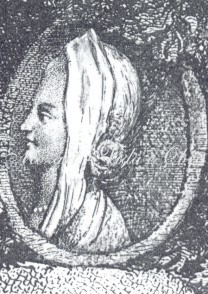
Anna Lucia de Amicis

Anna Lucia De Amicis (auch: Anna De Amicis (Buonsolazzi); * 1733 in Neapel; † 1816 ebenda) war eine italienische Opernsängerin (Sopran).

## Leben
Anna Lucia De Amicis wurde wahrscheinlich 1733 als Tochter von Domenico und Rosalba Baldacci geboren. Ihr Vater hat an diversen Buffa-Opern, vor allem am Teatro dei Fiorentini in Neapel, mitgewirkt und vermutlich somit auch die musikalische Ausbildung seiner Tochter besorgt. Sie soll außerdem eine Schülerin der berühmten Altistin Vittoria Tesi gewesen sein.
Ab den 1750ern ist De Amicis in diversen komischen Opern in Italien aufgetreten, so zum Beispiel 1754 in Il cicisbeo impertinente im Teatro Pubblico di Pisa und in Il finto turco von Girolamo Cordella, 1754–55 (Karneval) in Calamita de’ cuori von Baldassare Galuppi am Teatro Formagliari in Bologna und in Finta sposa von Gaetano Latilla ebenda.
Danach begab sie sich offensichtlich auf eine Tournee durch Europa. In Paris trat sie im Juli 1758 in der Serva Padrona von Giovanni Battista Pergolesi auf. Ein Jahr später wirkte sie in Il Tutore Burlato ebenfalls von Galuppi in Brüssel mit. Mit dieser Produktion ist sie auch 1760–61 in Holland und 1762 in Irland nachzuweisen. Danach war sie in London, wo sie erstmals in der Spielzeit 1762–63 am King’s Theatre auftrat – und zwar in diversen Pasticci, die von Johann Christian Bach arrangiert wurden, so eines unter dem Titel Il Tutore e la Pupilla, ein anderes unter dem Titel La Cascina und schließlich am 3. April 1763 in La Calamita de' Cuori von Baldassare Galuppi. Im selben Jahr 1763 sang sie auch erstmals eine ernste Rolle – und zwar in Johann Christian Bachs Orione – am 19. Februar und wenig später in seiner Zanaida (7. Mai 1763, London).
In der Folge scheint sie sich von den Opere buffe verabschiedet zu haben und nur noch in ernsten Rollen aufgetreten zu sein, zum Beispiel 1763–64 in Mailand am Teatro Regio Ducale in Tamerlano von Giuseppe Scolari und an Pfingsten 1764 in Achille in Sciro von Carlo Monza. Weitere Auftritte folgten in Lucca im Herbst 1764 in Adriano in Siria und im August 1765 an der Innsbrucker Hofoper in Romolo ed Ersilia von Johann Adolph Hasse.
Nachdem sie in Zwistigkeiten geraten war, wollte sie sich vom Opernleben zurückziehen. Sie heiratete im Jahre 1768 den Florentiner Arzt Francesco Buonsollazzi. Nach der Heirat verfolgte De Amicis ihre Karriere aber doch weiter und trat in 1768–69 und 1770–71 in Venedig sowie 1769–70 und 1771–72 in Neapel auf. Dort spielte sie insbesondere diverse Titelrollen in Opern von Niccolò Jommelli, so als Armida abbandonata (1770) und Ifigenia in Tauride (1771).
Zu dieser Zeit hielt auch Wolfgang Amadeus Mozart viel von ihr und man sagt, dass der Erfolg seines Lucio Silla in Mailand im Jahre 1772 zu großen Teilen ihrer Gesangskunst zu verdanken sei.
In den Jahren 1773 bis 1776 sang sie in Neapel, danach drei Jahre in Turin (1776–78). Ihre letzte große öffentliche Rolle sang sie in der Premiere der italienischen Fassung der Alceste von Christoph Willibald Gluck in Bologna (1778), obwohl sie danach noch weitere zehn Jahre in privaten Konzerten in Neapel gesungen haben soll.
Anna Lucia De Amicis starb 1816 in Neapel.

## Wirken (Auswahl)
- Venedig (Pfingsten 1764), Teatro San Salvatore: Sofonisba von Antonio Borroni
- Lucca (Herbst 1764), Adriano in Siria (Pasticcio)
- Mailand (1763–64), Teatro Regio Ducale, Siroe von Pietro Alessandro Guglielmi und Caio Mario von Giuseppe Scolari
- Wien (1765), L’olimpiade von Florian Leopold Gassmann
- Innsbruck (August 1765), Hofoper, Romolo ed Ersilia von Johann Adolph Hasse
- Mailand 1772, Lucio Silla von Wolfgang Amadeus Mozart